# Petroscirtes lupus
Petroscirtes lupus är en fiskart som först beskrevs av De Vis, 1885.  Petroscirtes lupus ingår i släktet Petroscirtes och familjen Blenniidae. Inga underarter finns listade i Catalogue of Life.